# Dick Sigmond
Marinus Cornelis „Dick” Sigmond (ur. 22 maja 1897 w Dordrechcie  – zm. 22 lutego 1950 w Hilversum) – piłkarz holenderski grający na pozycji pomocnika. W swojej karierze rozegrał 14 meczów i strzelił 1 gola w reprezentacji Holandii.

## Kariera klubowa
W swojej karierze piłkarskiej Sigmond grał w klubach FC Dordrecht i HFC Haarlem.

## Kariera reprezentacyjna
W reprezentacji Holandii Sigmond zadebiutował 2 kwietnia 1923 roku w wygranym 8:1 towarzyskim meczu z Francją, rozegranym w Amsterdamie. W 1924 roku był w kadrze Holandii na igrzyska olimpijskie w Paryżu. Od 1923 do 1927 roku rozegrał w kadrze narodowej 14 meczów i zdobył 1 bramkę.